# Michael Uhrmann
Michael Uhrmann, né le 16 septembre 1978 à Wegscheid, est un sauteur à ski allemand actif entre 1994 et 2011. Il est champion olympique dans l'épreuve par équipes des Jeux olympiques d'hiver de 2002, un an après son titre mondial, aussi par équipes. Il fait ses débuts en Coupe du monde en 1994 et obtient son premier podium individuel en décembre 2000 à Kuopio.

## Biographie
En décembre 1994, il est appelé pour sa première manche de Coupe du monde à Oberstdorf dans le cadre de la Tournée des quatre tremplins. Il est ensuite gagnant d'un titre de champion du monde junior par équipes à Gällivare. La saison suivante, il effectue sa première année dans la Coupe du monde de manière régulière, marquant ses premiers points en ouverture à Lillehammer (14e) et obtenant un podium en compétition par équipes à Oslo. Il est aussi double champion du monde junior en individuel et par équipes à Asiago.
Lors des trois hivers suivants, ses apparitions en Coupe du monde se font rares et il n'y marque aucun point. Pour entamer la saison 1999-2000, il intègre le top dix pour la première fois à Kuopio. Il est plus tard vainqueur de l'épreuve collective de Planica. C'est de nouveau à Kuopio qu'il passe un cap, en décembre quand il prend la troisième place et monte sur son premier podium. Si ensuite ses résultats en Coupe du monde sont mitigés, il participe avec succès aux Championnats du monde de Lahti, où il remporte le titre sur la compétition par équipes en grand tremplin avec Alexander Herr, Sven Hannawald et Martin Schmitt. Avec ces mêmes coéquipiers, il décroche la médaille de bronze sur le petit tremplin.
Un an plus tard, il réédite sa performance des mondiaux 2001, aux Jeux olympiques de Salt Lake City, où il gagne l'or sur la compétition par équipes et se classe au mieux huitième en individuel. En décembre 2002, il renoue avec le podium individuel en Coupe du monde en se classant deuxième et troisième à Trondheim.
Lors de la saison 2003-2004, son seul podium individuel est une victoire sur le concours de Zakopane.
En 2005, il prend place pour la première fois dans le top dix du classement général de la Coupe du monde avec le neuvième rang. Aux Championnats du monde qui ont lieu à Oberstdorf, devant le public allemand, il collecte une nouvelle médaille par équipes, cette fois en argent, derrière les Autrichiens.
En 2006, il réalise son meilleur bilan individuel de sa carrière, terminant huitième de la Coupe du monde, grâce à quatre podiums. Aux Jeux olympiques de Turin, il est notamment quatrième de l'épreuve individuelle en petit tremplin, échouant à seulement 0,5 point de la troisième place occupée par Roar Ljøkelsøy, ce qui restera son meilleur résultat personnel en grand championnat.
Le 28 janvier 2007, Uhrmann est vainqueur de sa deuxième et ultime victoire dans la Coupe du monde au concours d'Oberstdorf (grand tremplin).
En 2010, il se qualifie pour ses troisièmes jeux olympiques, prenant par à l'édition de Vancouver, où il est cinquième au petit tremplin et prend la médaille d'argent par équipes de nouveau.
Après un douzième et derni podium dans l'élite à Zakopane, il termine sa carrière internationale en prenant part aux Championnats du monde 2011 à Oslo, où il décroche une ultime médaille sur l'épreuve par équipes en petit tremplin, avec le bronze en compagnie de Martin Schmitt, Michael Neumayer et Severin Freund. En individuel, il est onzième et sixième.

## Palmarès

### Jeux olympiques
| Épreuve / Édition | Salt Lake City 2002 | Turin 2006 | Vancouver 2010 |
| Petit tremplin    | 8e                  | 4e         | 5e             |
| Grand tremplin    | 16e                 | 16e        | 25e            |
| Par équipes       | Or                  | 4e         | Argent         |

### Championnats du monde
| Épreuve / Édition | Épreuve / Édition | Lahti 2001 | Val di Fiemme 2003 | Oberstdorf 2005 | Liberec 2009 | Oslo 2011 |
| Petit tremplin    | Petit tremplin    |            | 13e                | 16e             | 15e          | 11e       |
| Grand tremplin    | Grand tremplin    | 13e        | 9e                 | 14e             | 17e          | 6e        |
| Par équipes       | PT                | Bronze     |                    | Argent          |              | Bronze    |
| Par équipes       | GT                | Or         | 4e                 | 5e              | 10e          | 4e        |

PT : petit tremplin, GT : grand tremplin 

### Championnats du monde de vol à ski
| Épreuve / Édition | Vikersund 2000 | Harrachov 2002 | Planica 2004 | Kulm 2006 | Oberstdorf 2008 | Planica 2010 |
| Individuel        | 34e            | 13e            | 10e          | 5e        | 19e             | 19e          |
| Par équipes       |                |                | 4e           | Bronze    | 4e              | 7e           |

### Coupe du monde
- Meilleur classement général : 8e en 2006.
- 14 podiums individuels : 2 victoires, 5 deuxièmes places et 7 troisièmes places.
- 16 podiums par équipes : 3 victoires, 3 deuxièmes places et 10 troisièmes places.

#### Victoires individuelles
| Année | Lieu                   |
| 2004  | Zakopane (Pologne)     |
| 2007  | Oberstdorf (Allemagne) |

#### Classements généraux
| Compet'/Année | Compet'/Année | Classement général | Classement général |
| ------------- | ------------- | ------------------ | ------------------ |
| Compet'/Année | Compet'/Année | Class.             | Points             |
| 1996          | 1996          | 50e                | 73                 |
| 2000          | 2000          | 18e                | 283                |
| 2001          | 2001          | 22e                | 184                |
| 2002          | 2002          | 28e                | 152                |
| 2003          | 2003          | 15e                | 516                |
| 2004          | 2004          | 14e                | 501                |
| 2005          | 2005          | 9e                 | 804                |
| 2006          | 2006          | 8e                 | 681                |
| 2007          | 2007          | 10e                | 524                |
| 2008          | 2008          | 27e                | 185                |
| 2009          | 2009          | 18e                | 354                |
| 2010          | 2010          | 12e                | 424                |
| 2011          | 2011          | 21e                | 314                |

### Championnats du monde junior
- Médaille d'or par équipes en 1996.
- Médaille d'or en individuel en 1997.
- Médaille d'or par équipes en 1997.

### Grand Prix
- 3e du classement général en 2008.
- 3 podiums individuels.
- 1 victoire par équipes.